# Alla Horska
Alla Oleksandrivna Horska (på ukrainska Алла Олександрівна Горська), född 18 september 1929, död 28 november 1970, var en ukrainsk konstnär och dissident. Hon är en av de viktigaste ukrainska dissidenterna och medborgaraktivist i Sovjetunionen.

## Bakgrund och privatliv
Horska är född i Jalta den 18 september 1929 som då tillhörde Ryska SFSR. Horska och hennes mor överlevde belägringen av Leningrad (1941–1943). Hon studerade målarkonst på Kievs statliga konstinstitutet..
Horska var gift med konstnären Viktor Zaretskyj.

## Karriär
Horskas målade mestadels porträtt och muralmålningar. År 1962 var hon med att grunda Klubben för kreativa ungdomen. Senare samma år hittade Horska tillsammans med poeten Vasyl Symonenko och regissören Les Tanjuk en massgrav av NKVD:s offer nära Kiev och anmälde den till stadens myndigheter. Målsättningen var att få ett minnesmärke. Trion blev dock under pressen av myndigheter, och Symonenko dog nästa år till följd av polisens misshandel..
År 1964 verkställde Horska, Halyna Sevruk och Ljudmyla Semykina en glasmålning som beställdes av Kievs universitet. Målningens stil var originell och dess budskap var patriotiskt: den avbildade bland annat en arg Taras Sjevtjenko, vilket ledde till det att målningen förstördes av myndigheterna. Ytterligare uteslöts Horska från Ukrainas konstnärers union..
Den 28 november 1970 hittades Horska mördad från sin svärfars lägenhet i Vasylkiv. Myndigheterna konkluderade att hon hade blivit mördad av sin svärfar som senare tog livet av sig. Sovjetunionens underrättelsetjänst anses dock ha en roll i mordet..
Ursprungligen planerades Horskas jordfästning att äga rum den 4 december men myndigheterna senarelade den till 7 december på grund av en stor sammankomst. Det var också förbjudet att ta Horskas kista till hennes hem eller studio..